# Molidae
Molidae é uma família de peixes tetraodontiformes, com três géneros e quatro espécies. O grupo habita exclusivamente ambientes marinhos e inclui o peixe-lua, o maior peixe ósseo existente na actualidade, também conhecido por bezedor, lua, mola, rolim, etc.
Os molídeos habitam todos os oceanos do mundo, com preferência para zonas tropicais a temperadas. A sua boca é pequena, com dentes diminutos, alguns fundidos. As barbatanas dorsais e anais não têm raios ósseos. A barbatana caudal está ausente na maioria das espécies ou é muito pequena. Não têm linha lateral, bexiga natatória nem barbatanas pévicas.

## Géneros
- Mola
  - Mola mola, peixe-lua
  - Mola ramsayi, peixe-lua-do-sul
- Ranzania
  - Ranzania laevis, peixe-lua-comprido
- Masturus
  - Masturus lanceolatus, peixe-lua-rabudo